# Кінетичний ефект електроліту
Кінетичний ефект електроліту (англ. kinetic electrolyte effect) — загальний вплив (інший ніж каталітичний чи пряма участь йонів у реакції) доданого електроліту (нейтральних солей) на експериментальну константу швидкості реакції в розчині. За малих концентрацій такий ефект визначається йонною силою розчину. Проявляється в області малих концентрацій, обмеженій дією граничного закону Дебая — Гюккеля для коефіцієнтів активності. За вищих концентрацій впливає природа йонів, а їх специфічна дія може виражатися як у пришвидшенні реакції (участь електроліту в реакції як каталізатора), так і в сповільненні (ефект спільного йона, зумовлений законом дії мас), що, проте, не стосується цього ефекту.
IUPAC не рекомендує використовувати як термін — кінетичний сольовий ефект (kinetic salt effect).